# 藍嶺級兩棲指揮艦
藍嶺級兩棲指揮艦是第一艘也是唯一一艘從龍骨開始專門設計的兩棲指揮艦。
藍嶺級是近七年規劃和建造工作的成果。 硫磺島級兩棲攻擊艦的編號為SCB-248（後來的SCB-400.65），其船體被用作設計的基礎，因為飛行甲板能夠拉開天線距離，以最大限度地減少艦艇多個通信之間的干擾系統和甲板作為接地層的能力； LPH 島被一個小型集中式上層建築取代。。 
按照設計，藍嶺級能夠支持兩棲特遣部隊指揮官和登陸部隊指揮官的參謀。 由於其先進的計算機系統、廣泛的通信包以及現代化的監視和檢測系統，這些艦艇是當時建造的最先進的聯合兩棲指揮和控制中心。。 

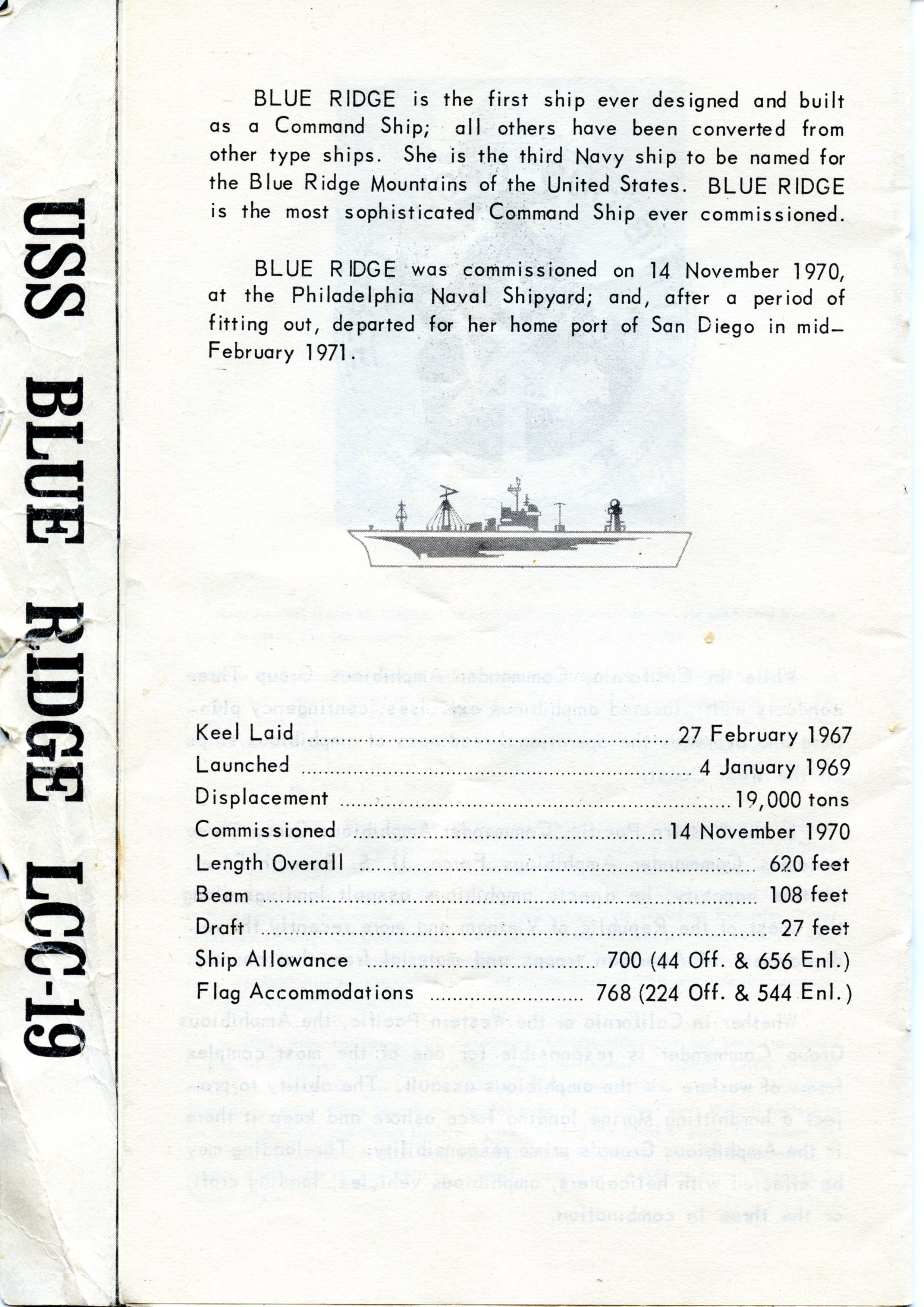
原始规格

在服役時，藍嶺級艦艇擁有世界上最先進的電子設備套件，比最複雜的約翰·F·肯尼迪號航空母艦的電子套件大百分之三十。 它們配備了由計算機、通信設備和其他電子設施組成的“主電池”，以完成指揮船的任務。 先進的通信系統也是船舶全新設計的一個組成部分。通過自動接線板和計算機控制的交換矩陣，她的船員可以使用所需通信設備的任意組合。 
美國海軍遠程通信在 20 世紀 70 年代嚴重依賴高頻無線電系統，並在 2000 年代發展為以衛星通信為主。 最初安裝在班級上的長線天線、盤錐天線和定向高頻八木或對數週期天線就說明了這一點，後來被拆除並被許多衛星通信天線取代。

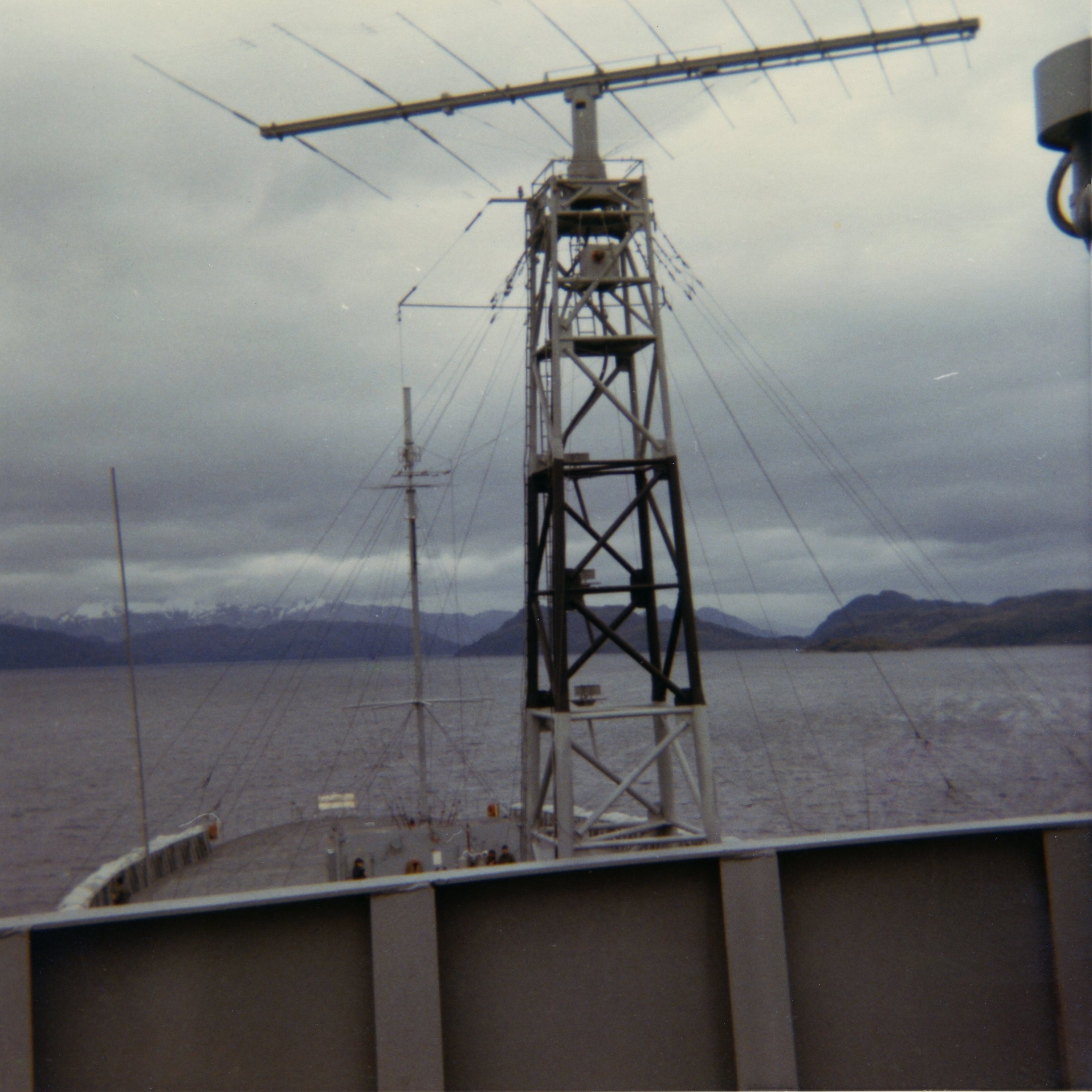
1971 年蓝岭上的盘锥天线和对数周期天线

除了小型武器外，藍岭級最初在調試時還配備了兩門雙聯Mark 33 3"/50 口徑火砲，但後來已被拆除。它們還攜帶了兩座Mark 25 發射器和基本點防禦導彈系統(BPDMS) 的電子設備）在1970 年代的某個時候添加，並在1990 年代刪除。在1980 年代添加了兩套20 毫米密集陣CIWS 系統用於點防禦。近年來，它們還攜帶了Mk 38 25毫米大毒蛇加農炮。
美國海軍最初要求六艘。後來計畫建造三艘，一艘取消，最終建成两艘。 

## 艦名列表
| 艦名             | 舷號   | 造船廠                     | 訂購日期            | 動工時間           | 下水日期          | 服役日期            | 現況   |
| ---------------- | ------ | -------------------------- | ------------------- | ------------------ | ----------------- | ------------------- | ------ |
| 藍嶺號兩棲指揮艦 | LCC-19 | 费城海军造船厂             | 1964 年 12 月 31 日 | 1967 年 2 月 27 日 | 1969 年 1 月 4 日 | 1970 年 11 月 14 日 | 服役中 |
| 惠特尼山號指揮艦 | LCC-20 | 纽波特纽斯造船及干船坞公司 | 1966 年 8 月 10 日  | 1969 年 1 月 8 日  | 1970 年 1 月 8 日 | 1971 年 1 月 16 日  | 服役中 |